# Belisana freyae
Belisana freyae is een spinnensoort uit de familie trilspinnen (Pholcidae). De soort komt voor op Sumatra.